# Logisticus pachydermus
Logisticus pachydermus là một loài bọ cánh cứng trong họ Cerambycidae.